# Rima Bradley
La Rima Bradley è una struttura geologica della superficie della Luna.
È una rima di tipo graben situata nella parte sudorientale del Mare Imbrium, nei pressi dei Montes Apenninus. A nordovest si trova il cratere Archimedes. Questa rima segue una direzione verso sudovest partendo dalla Palus Putredinis. Ad est della sua parte settentrionale si trova la Rima Hadley e il luogo di allunaggio dell'Apollo 15. Il suo centro si trova alle coordinate selenografiche 24°10′12″N 0°36′00″W con lunghezza massima di 133,76 km. 
La rima deve il proprio nome al vicino a Mons Bradley che è a sua volta dedicato all'astronomo inglese James Bradley.

## Crateri correlati
Alcuni crateri minori situati in prossimità della Rima Bradley sono convenzionalmente identificati, sulle mappe lunari, attraverso una lettera associata al nome.
| Bradley | Coordinate           | Diametro (in km) |
| ------- | -------------------- | ---------------- |
| H       | 22°53′24″N 0°21′00″W | 4,97             |
| K       | 23°16′12″N 0°44′24″W | 4,43             |